# Xesús Antonio Gulías Lamas
Xesús Antonio Gulías Lamas (Beariz, Orense, 29 de mayo de 1948) es un escritor y antropólogo español.

## Biografía
Estudió en el Seminario de Orense y en el Instituto Nacional de Misiones Extranjeras (IEME) en Madrid, donde también cursó antropología.
Su interés por la cantería y por la arquitectura medieval lo llevó a escribir el Diccionario do Verbo dos Canteiros (En español: Diccionario del verbo de los canteros) en el año 2000. 
Gran conocedor de la cultura tradicional gallega y más especialmente, la relacionada con el arte de la cartería. Muestra de ello es el libro, "O Hórreo en Galicia" publicado en 2013 por la editorial Ir Indo.
En 2013 también publicó el libro "Remendos dunha sotana" en el que rememora todos los recuerdos de sus días de niñez y juventud en el Seminario de Ourense. El libro lleno de anécdotas repasa a compañeros y profesores a lo largo de toda una década.
Su compromiso con Beariz y con la Terra de Montes lo guiaron siempre en la investigación de su historia y en la recogida de sus leyendas y tradiciones.
Ha sido presidente de la Asociación de Amigos da Terra de Montes (2003-2005) y ha recibido la medalla de oro de esta Asociación en el año 2009.
El 16 de octubre de 2015, fue nombrado de Hijo Predilecto del Ayuntamiento de Beariz.

## Obras
- Beariz de Montes, aspecto antropolóxico, histórico e cultural dun pobo.
- O Castelo do Castro do Castro de Montes.
- Evolución socio-económica das parroquias de Lebozán, Beariz e Xirazga.
- Polos camiños de Beariz de Montes.
- Do castro de Magros a San Pedro.
- Nas ribeiras do Lérez.
- A parroquia de Beariz no Tumbo Grande de Acibeiro.
- Xuíces meiriños inéditos da Terra de Montes.
- Historia para unha romanza de cego.
- Un nome para a eternidade.
- Os ronseis da pedra.
- Un sol de eternidade.
- Xotitle e o indiano.
- Polos vieiros da Pedra.
- O románico e as marcas dos canteiros no cuadrante noroccidental de Galicia.
- A lenda do Churruchao.
- Lenda da Serpe da fonte de Ricobanco.
- O Castelo de Outes e os monumentos medievais do Barbanza.
- A fortaleza da Barreira.
- Hórreos de Galicia.
- Diccionario do Verbo dos canteiros